# Michael Kunze (Politiker)
Michael Kunze (* 29. Juni 1944 in Schwarze, Thüringen) ist ein ehemaliger deutscher Politiker (NDPD). Er war 1990 Staatssekretär im Ministerium für Verkehrswesen der DDR und Vorsitzender des Rates des Bezirkes Dresden.

## Leben
Kunze, Sohn eines Neulehrers, erlernte nach dem Besuch der POS den Beruf des Maschinenschlossers. Er arbeitete zunächst im Beruf und erwarb das Abitur an der ABF der Bergakademie Freiberg. Ein Studium an der Bergakademie Freiberg schloss er als Diplom-Ingenieur ab. Im Jahr 1972 wurde er zum Dr.-Ing. promoviert. Er wurde Mitglied der National-Demokratischen Partei Deutschlands (NDPD). 1976 wurde er zum  Abgeordneten des Kreistags Meißen gewählt. Von 1977 bis 1984 fungierte er als Mitglied des Rates des Kreises Kamenz. Im September 1984 übernahm er die Funktion eines Stellvertreters des Vorsitzenden des Rates des Bezirkes Dresden für Energie, Verkehrs- und Nachrichtenwesen (Nachfolger von Rolf Wagner). Ab Juni 1986 war er als Stellvertreter nur noch für Verkehrs- und Nachrichtenwesen verantwortlich. Kunze war Abgeordneter des Bezirkstages und Mitglied des Sekretariats des NDPD-Bezirksvorstandes Dresden. Am 18. Januar 1990 wurde er als Staatssekretär im Ministerium für Verkehrswesen der DDR in der Regierung Modrow (verantwortlich für territoriale Verkehrspolitik) bestätigt. Bereits nach drei Wochen wurde er von dieser Funktion wieder entbunden. Anschließend war er vom 8. Februar bis 31. Mai 1990 Vorsitzender des Rates des Bezirkes Dresden. Nachdem der Bezirkstag am 29. Mai 1990 seine Tätigkeit eingestellt hatte, wurde die Bezirksverwaltung zwei Tage später unter die Leitung des Regierungsbevollmächtigten Siegfried Ballschuh gestellt. Kunze arbeitete dann weiter in der Bezirksverwaltung und war für den Bereich Koordinierung zuständig. Nach 1990 war er Vorsitzender des Vorstands des Landesverbandes Sachsen der Volkssolidarität.